# 警備実施等強化巡視船
警備実施等強化巡視船（けいびじっしなどきょうかじゅんしせん）とは、海上保安庁の巡視船のうち、警備実施体制を強化した巡視船のこと。巡視船内に海保の機動隊である特別警備隊を乗船させており、特警船とも呼ばれる。

## 概要
1981年7月より制度が開始され、全国で計14隻が指定されている。特別警備隊は、テロ及び極左暴力集団への対応、市民デモの暴徒化を防ぐ技能・装備を有し、警備実施等強化巡視船にもそれを支援する装備が搭載されている。
当初は、本庁指定の警備実施等強化巡視船と管区指定の準警備実施等強化巡視船（準特警）との二種類であったが、後に特警船のみに統一された。

## 特警船一覧
特別警備隊が配属されている警備実施等強化巡視船は以下のとおりである。
第一管区
巡視船しれとこ（小樽海上保安部）
巡視船れぶん（室蘭海上保安部）
第二管区
巡視船まつしま（宮城海上保安部）
第三管区
巡視船ぶこう（横浜海上保安部）
第四管区
巡視船すずか（尾鷲海上保安部）
第五管区
巡視船きい（和歌山海上保安部）
第六管区
巡視船いよ（松山海上保安部）
第七管区
巡視船くにさき（門司海上保安部）
巡視船ちくご（佐世保海上保安部）
第八管区
巡視船わかさ（舞鶴海上保安部）
第九管区
巡視船さど（新潟海上保安部）
第十管区
巡視船こしき（鹿児島海上保安部）
第十一管区
巡視船くにがみ（中城海上保安部）